# Sacrifice (banda)
Sacrifice es una banda de thrash metal formada en Ontario, Toronto, Canadá por los guitarristas Rob Urbinati y Joe Rico en 1983. Sacrifice ha desempeñado un papel destacado en la escena del metal underground en los años 80 en Toronto, y llegó a lanzar cuatro álbumes de estudio antes de su separación de en 1993. Después de 13 años de ausencia, Sacrifice volvió para dar un concierto de reunión en 2006, lanzaron su quinto álbum de estudio por sello discográfico brasileño Marquee Records en 2009. Aunque la banda se enfrentan numerosos cambios en línea, especialmente en sus primeros días, los guitarristas y fundadores Urbinati Rico se unió el bajista Scott Watts y el baterista Gus Pynn en casi todos los disco. 

## Historia

### Primeros días
Los amigos y los guitarristas Rob Urbinati y Joe Rico decidieron formar una banda de metal en 1983, tocando covers de algunos de sus grupos favoritos. Rico reclutó a un amigo (Scott Watts) para tocar el bajo, que a su vez introdujo al baterista Craig Boyle. El vocalista John Baldy, un amigo de Boyle, también se unió a la banda. Juntos grabaron un par de cintas de ensayo -incluyendo el tema original en la Turn in Your Grave, junto con una variedad de covers-, lo que los llevó a ser conocidos la escena del metal underground y la comunidad fanzine.
A principios de 1985, la mayor parte de la banda había decidido avanzar hacia una dirección más pesada y más rápido con la voz Urbinati, expulsando a Baldy y Boyle, y por lo tanto en la necesidad de un nuevo baterista. Ernst Flach ocupó el cargo de sólo unos pocos shows en vivo antes de salir, ya que su estilo de batería no se ajustaba al ritmo de la banda quería tocar. No fue hasta que Gus Pynn puso en contacto con la banda para una audición que finalmente encontró un baterista permanente. Ahora que tenían una línea completa, local tienda de discos Brian Taylor se acercó a los empleados Sacrificio y Masacre amigos locales para financiar la grabación de demos para estas dos bandas a cambio de los beneficios obtenidos por la venta de las cintas en su tienda. Ambas bandas de acuerdo, y el sacrificio lanzado la demo exorcismo con nuevas canciones originales. Más tarde ese año, el sacrificio abrió un show en Toronto para el Éxodo, que se encontraban en su primera gira por América del Norte. Sacrifice de créditos el crecimiento de su banda y la escena del metal underground de Toronto, en general, su aparición en este espectáculo.

## Discografía

### Demos
- Rehearsal (1984)
- Rehearsal #2 (1985)
- The Exorcism (1985)
- Demo (1987)
- Demo (1989)

### Álbumes
- Torment in Fire (1985)
- Forward to Termination (1987)
- Soldiers of Misfortune (1991)
- Apocalypse Inside (1993)
- The Ones I Condemn (2009)